# جون بوين (مؤلف بريطاني)
جون بوين (بالإنجليزية: John Bowen)‏ (5 نوفمبر 1924، كلكتا في الهند - 18 أبريل 2019)؛ كاتب مسرحي وروائي بريطاني.

## روابط خارجية
- جون بوين على موقع IMDb (الإنجليزية)
- جون بوين على موقع الموسوعة البريطانية (الإنجليزية)
- جون بوين على موقع قاعدة بيانات برودواي على الإنترنت (الإنجليزية)
- جون بوين على موقع إن إن دي بي (الإنجليزية)
- جون بوين على موقع قاعدة بيانات الفيلم (الإنجليزية)